# Zamora-Chinchipe
Pour les articles homonymes, voir Zamora (homonymie).
La province de Zamora-Chinchipe est une province de l'Équateur. Sa capitale est Zamora.

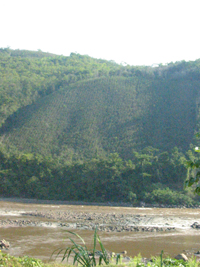
Une photo de la rivière Mayo qui traverse le village de Solo

## Découpage territorial
La province est divisée en neuf cantons :

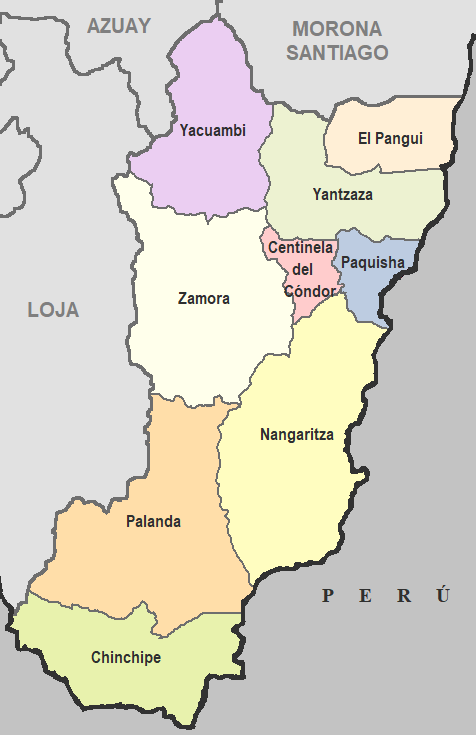
Les cantons de la province de Zamora-Chinchipe.

| Canton               | Superficie (km2) | Population (2010) | Densité (hab./km2) | Chef-lieu |
| -------------------- | ---------------- | ----------------- | ------------------ | --------- |
| Centinela del Cóndor | 519              | 6 479             | 12,5               | Zumbi     |
| Chinchipe            | 1 194            | 9 119             | 7,6                | Zumba     |
| El Pangui            | 614              | 8 619             | 14                 | El Pangui |
| Nangaritza           | 2 096            | 5 196             | 2,5                | Guayzimi  |
| Palanda              | 1 925            | 8 089             | 4,2                | Palanda   |
| Paquisha             | 261              | 3 854             | 14,8               | Paquisha  |
| Yacuambi             | 1 242            | 5 835             | 4,7                | Yacuambi  |
| Yantzaza             | 990              | 18 675            | 18,9               | Yantzaza  |
| Zamora               | 1 876            | 25 510            | 13,6               | Zamora    |